# Kroppsspråk

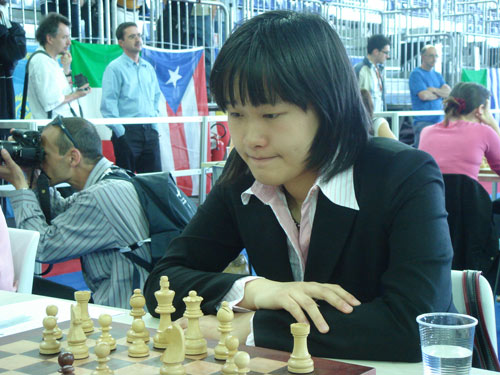
Kroppsspråk kan vara medvetet eller omedvetet. Schackspelaren Zhao Xues kroppspråk är här troligtvis omedvetet.

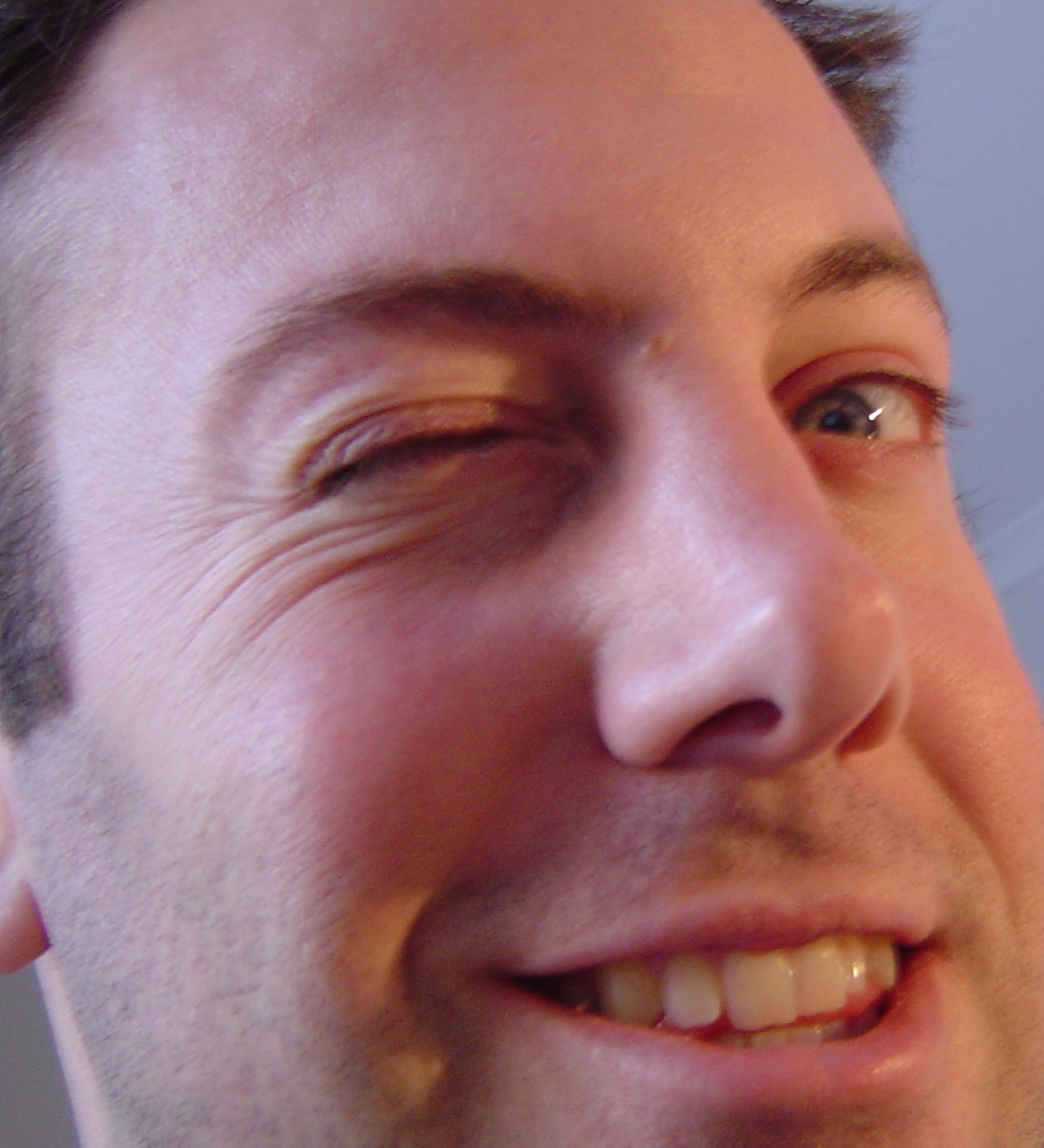
En blinkning med ena ögat samtidigt som man ler är ett exempel på "kroppsspråk". Denna informationsbit som kan liknas vid en fras eller satsdel kan beroende på flera för oss okända delar av kontext bidra till tämligen varierade budskap. Allt från att behaga och glädja till att provocera fram aggression hos deltagarna i kommunikationen.

Kroppsspråk avser alla former av mänsklig icke-verbal kommunikation, medveten såväl som omedveten, men är egentligen inget språk per definition. Kinesik heter den etologiska underavdelning som studerar "kroppspråk". I talspråk kan benämningen också avse djurs kroppsrörelser. Skillnader i kroppsspråk varierar både mellan individer och mellan olika grupper av människor och kroppsspråk fungerar så även som social och kulturell markör även om det finns gemensamma biologiska grunder, varav många delas med andra djurarter.

## Människans kroppsspråk

### Handlingsrörelser
När vi exempelvis sträcker oss mot kaffekoppen eller lägger handen bakom örat för att höra bättre. Vi gör rörelsen målmedvetet, aldrig intränat och avvägd med en medveten eller omedveten intention bakom.
Om du tittar upp till vänster är sannolikheten stor att du tänker.[källa behövs]

### Känslorörelser
Kallas också reaktionsrörelse. Vi rycker tillbaka handen om kaffekoppen var för het eller grimaserar illa när vi hör ett vasst skärande oljud. Vi reagerar mer eller mindre spontant på stimuli. Vi får olika reaktioner på olika stimuli. När vi hör något vackert eller angenämt, så slappnar vi av och öppnar oss för upplevelsen. Vi kan ta in det med flera sinnen. När vi konfronteras med något som stör, irriterar eller skrämmer så spänner vi oss, kryper ihop och avvisar, oavsett det är en isbit på ryggen, ett skrikande ljud eller en otrevlig människa. Det räcker att vi ser någon som äter en sur citron, så kryper smaklökarna ihop och vi grimaserar illa. Ofta kommer känslorörelsen inifrån. Vi ser något som retar vårt eget sinne och det är den retningen vi reagerar på.
Ett tidigt verk i ämnet kroppsspråk var Charles Darwins The Expression of the emotions in man and animals, 1872. Han kunde konstatera att människan har samma uttryck för till exempel glädje, rädsla, vrede, sorg, förakt och skam, oavsett vilken kultur man kommer ifrån. Att det finns universella uttryck i alla kulturer.
Kroppsspråk som ämne blev populärt i mitten av 1970-talet när Julius Fast skrev boken ”Kroppsspråket” (Forum 1971) – Body language, Pan Books, 1970. En av anledningarna till den oerhörda framgången med boken var att Fast kunde visa varför bland annat president Kennedys framtoning i TV var så lyckad medan Nixons framtoning blev negativ. De flesta hade, genom deras TV-framträdanden, en relation till – och en åsikt om – dem som nu plötsligt fick sin förklaring. I princip var det så att Kennedy vann valet på ett bättre kroppsspråk. Nixon svettades och såg orakad och ovårdad ut i debatten medan Kennedy såg sval, elegant och säker ut.
Forskare bekräftade idéerna kring kroppsspråket. Den amerikanske kommunikationsforskaren Albert Mehrabian fann att när vi kommunicerar känslor, så står 7 procent för det rent verbala (ord), 38 procent är tonfall, betoningar och andra ljud och hela 55 procent är det icke-verbala. Mehrabians forskningsresultat har upprepade gånger misstolkats till att säga något om kommunikation generellt.
Ray L. Birdwhistell, professor i kommunikation vid Pennsylvaniauniversitetet gjorde en liknande uppskattning. Om man sammanfattar och rundar av vad olika forskare har kommit fram till, så kan man säga att av det vi uppfattar i samtal med en annan människa är 10 procent ordens innebörd, 20 procent är tonfallet och betoningar och 70 procent kroppsspråk. Birdwhistell kom också fram till att vi bara talar i genomsnitt 10–12 minuter per dag och att en genomsnittsmening bara varar i två och en halv sekund.

### Bebisspråk
Bland de tidigaste orden är den vanligaste kategorin "person"-ord där orden "mamma" och "pappa" är de vanligaste, därefter följer kategorin "Lekar och rutiner" med ord som "tack", "hej", "tittut" och "nej". Några substantiv börjar också förekomma. Det händer också att barnet kan olika djurläten och ljud, speciellt "voff voff", "mjau", "mu" och "brrr".
Ca 20 % av 7 månader gamla barn använder smackningar eller mmm-ljud för att visa att de är hungriga. Efterhand som de blir äldre så slutar de med smackningarna och gör till slut bara mmm-ljud.
Om barn inte vill ha mer mat så skakar de på huvudet och kniper ihop läpparna och vid senare ålder skjuter de bort tallriken.
Om barn däremot vill ha någonting, viftar de med armarna.
Den mest vanliga tidiga gesten är att barnet sträcker upp händerna för att bli upplyft.
Viktiga funktioner som barn ofta uttrycker med gester är att visa uttryck för vad de vill ha, respektive inte vill ha, att något är gott, att de är arga, att något är bra, eller att uttrycka sympati genom att klappa på axeln.
Kroppspråket varierar i olika kulturer.

### Mimik
Mimik (ytterst av grek. mimos, 'skådespelare', 'mim') är läran om – eller studiet av – människans ansiktsuttryck (minspel). Den kretsar också kring den information som minspelet ger, oftast i form av känslor och attityder. Ibland kan också ordet mimik syfta på själva minspelet. Fysiologer har uppskattat att ansiktets muskulatur är sådant att över 20 000 olika uttryck är möjliga.
Mimiken är viktig för en skådespelare, där mycket av föreställningen handlar om de gester, åtbörder och mimik som förmedlas till publiken. Här kan man avspegla olika själstillstånd, tankar, begär och känslor. Mimiken, som från estetikens synpunkt kan kännetecknas som plastik försatt i rörelse, är ett av de viktigaste medlen för dramatisk framställning. 

## Visuella signaler hos djur
Visuella signaler är mycket vanliga bland djur. En fördel med dessa är att de lättare kan riktas mot en bestämd mottagare än vad kemiska och akustiska signaler kan. Visuella signaler kan även utgöras av beteenden, till exempel att djur visar upp speciella rörelsemönster. Ett av de mest kända exemplen är bins dansspråk vars detaljer blev kända genom Karl von Frischs arbete. Han beskrev hur ett bi som hade upptäckt ett näringställe kunde överföra information om denna plats till andra bin genom att "dansa" i bikupan. Om ett arbetsbi har hittat nektar i närheten av bikupan utför det en sorts ringdans inne i kupan. Det vandrar runt i cirklar, varpå andra bin lockas att delta i dansen. Dessa flyger sedan ut och letar efter näring i kupans närhet.
Ett arbetsbi som har hittat nektar långt långt från bikupan utför istället en speciell vippdans. 
Hundar använder bland annat svansen för att meddela sig med varandra. De signalerar till exempel självsäkerhet genom att hålla svansen högt och underkastelse genom att hålla svansen lågt. Hundar som får svansen kuperad (förbjudet i Sverige) får sämre förmåga att kommunicera med andra hundar. Hundarna kan även ha problem med att läsa varandras signaler mellan raser. En schäfer kan ha problem med att läsa signalerna hos en mops eftersom mopsen har en trubbig svans och svart hoptryckt ansikte. Hundar med vita kinder, svarta läppar, lång svans och spetsiga öron visar de tydligaste signalerna. 
Visuella signaler kan även användas för att visa arttillhörighet. Fiskar i korallrevet använder sig av klara färger och originella kroppsformer för att locka till sig individer av sin egen art. Detta kan dock vara riskabelt eftersom metoden ibland kan locka till sig rovdjur.  
Kroppsspråk är olika viktigt beroende på art. Djur som lever i sociala grupper som t.ex. vargar använder visuella signaler hela tiden för att visa sina känslor. Vargar har en uppsjö signaler för att visa ilska eller rädsla. Djur som lever i monogama förhållanden behöver inte visa signaler som ilska eller rädsla lika mycket. En älg som har blivit skadeskjuten liden troligen lika mycket som en varg men älgen rullar inte på marken och skriker som en varg gör. Om älgen skulle signalera smärta på samma sätt som vargen skulle det bara göra det lättare för rovdjuren att få tag i den.
Även människans språk innehåller visuella signaler. Vi upplever till exempel ett leende som vänligt och rynkade ögonbryn som hotfulla. Det är inte ovanligt att vi kompletterar berättelser med gester. Man har beräknat att över 60% av kommunikationen mellan människor sker utan ord. Vi överför alltså flest budskap med mer eller mindre omedvetna signaler som ingår i vårt kroppsspråk.